# 腹灯巨口鱼
腹灯巨口魚（学名：Stomias atriventer）为輻鰭魚綱巨口鱼目巨口鱼科的其中一種。分布於東太平洋區，從美國加州至智利海域，為深海魚類，棲息深度100-1500公尺，本魚身體黑色到深褐色，觸鬚灰白，在球莖的基底的一個黑色的斑點，體長可達25公分，屬肉食性，以魚類及甲殼類為食。

## 扩展阅读
維基物種上的相關：腹灯巨口魚